# Sumberrejo (Bojonegoro)
Sumberrejo is een bestuurslaag in het regentschap Bojonegoro van de provincie Oost-Java, Indonesië. Sumberrejo telt 5367 inwoners (volkstelling 2010).